# Chiesa di San Vittore al Corpo
La basilica di San Vittore al Corpo (nome originario paleocristiano: basilica portiana; in milanese gesa de San Vitor o de San Vitor Grand) è una chiesa cattolica del centro storico di Milano, situata in via San Vittore. Inizialmente costruita nel IV secolo come una delle basiliche paleocristiane di Milano, fu successivamente ampliata fino a raggiungere l'aspetto attuale tra il XVI e il XVII secolo.
Già basilica dei monaci olivetani, che dimoravano presso l'annesso monastero, convertito nel 1947 nel Museo della scienza e della tecnologia, è attualmente sede parrocchiale.

## Storia
Sulle origini della chiesa di San Vittore al Corpo s'è ampiamente discusso, con conclusioni spesso divergenti. Le notizie riguardo a un primitivo edificio sono alquanto incerte e lacunose, anche per il fatto che con la ricostruzione cinquecentesca della chiesa è stata cancellata ogni traccia di quest'ultimo. Una parte della letteratura del tempo ricorda l'esistenza di un edificio religioso a pianta centrale, dedicato a San Gregorio, all'interno del quale sarebbe stato custodito al tempo il sarcofago contenente le spoglie dell'imperatore Teodosio. Va tuttavia ricordato come il Latuada, nel Settecento precisasse che «di questa chiesa, al presente affatto distrutta, non se ne sa pure assegnare distintamente il sito, non essendone avanzato presso di noi alcuno benché menomo indizio». Sarebbero stati soltanto i successivi scavi condotti dalla Sovrintendenza a chiarire la questione, riuscendo ad individuare sia le fondazioni del mausoleo imperiale (solo in seguito divenuto cappella di San Gregorio), sia quelle del recinto che lo cingeva. Se le prime infatti si trovavano al di sotto della scalinata d'accesso alla chiesa (rese visitabili), i resti del secondo si sviluppavano al di sotto del Monastero, e sono visibili in uno dei cortili del Museo della scienza e della tecnologia.
Secondo una diffusa tradizione, la costruzione di una prima basilica viene fatta risalire alla prima metà del IV secolo, identificandola con quella basilica portiana che prese il titolo da Porzio, figlio di Filippo Oldano, nobile cittadino e senatore, che si era preoccupato al tempo di dare degna sepoltura ai martiri cristiani. Va ad ogni modo ricordato che l'identificazione di San Vittore al Corpo con la basilica portiana è tuttora alquanto discussa, né mancano le identificazioni argomentate e ugualmente sostenute con San Lorenzo o Sant'Eustorgio. Molto probabilmente ricostruita nel corso del IX secolo, la chiesa cominciò ad essere indicata con l'attuale nome, che il Latuada riconduceva alla sepoltura della salma del martire Vittore. In realtà studi più recenti hanno screditato quest'ipotesi, sostenendo più probabile una denominazione derivante dal nome del luogo in cui sorgeva la basilica. Secondo le ricerche del Montrasio pubblicate nel 1940, la denominazione al Corpo sarebbe da ricondurre al fatto che la basilica sorgesse in un campo o corpo santo, ossia sopra una di quelle aree cimiteriali cristiane poste al di fuori delle mura. Ad avvalorare questa tesi, vi sarebbe una pergamena dell'864 in cui la località su cui sorge San Vittore è detta «Ubi Corpus dicitur». Risulta peraltro attestata la presenza di una precedente area cimiteriale cristiana, sorta al di sopra di una precedente necropoli di equites singulares.
La chiesa è fra le cinque nominate nel IV secolo da Sant'Ambrogio. Nel corso dell'XI secolo Arnolfo II arcivescovo di Milano affidò la basilica ai benedettini della vicina San Vincenzo in Prato che, al culmine della propria ascesa economica, vi edificarono una nuova residenza. In quel tempo la chiesa era orientata diversamente e l'antico ingresso sorgeva in corrispondenza dell'attuale coro, mentre la vecchia abside si trovava in corrispondenza dell'attuale sagrato. Secondo il Reggiori l'antica basilica aveva un'ampiezza indicativamente pari a quella attuale, strutturata su tre navate con volta a crociera, ed infine con una sola abside.

### Il Mausoleo imperiale
Rintracciato nel corso delle indagini della Sovrintendenza condotte fra il 1953 e il 1960 e tuttora visitabile nelle sue fondazioni rese accessibili in uno spazio ipogeo alla scalinata d'accesso alla chiesa, aveva una forma ottagonale, con lati di 7,5 metri ciascuno. Presentava una pavimentazione in mattoni analoga a quella rinvenuta nelle Terme Erculee, affiancata a un'altra parte in opus sectile marmoreo, con un motivo di esagoni alternati a triangoli. Al suo interno vi erano otto nicchie, una per lato, dalla forma rettangolare alternata a quella semicircolare. Le pareti disponevano di un altro zoccolo di marmo grigio, sormontato da tarsie marmoree e mosaici. La datazione del Mausoleo viene ricondotta alla prima illustre sepoltura che avrebbe dovuto ospitare, ossia quella di Massimiano, per quanto il primo imperatore ad esservi effettivamente sepolto fu Valentiniano II e forse anche da Graziano (come lascerebbe intendere lo stesso Ambrogio). Non è pertanto possibile fornire una datazione archeologica precisa. L’unico dato certo è che l’unica tomba accertata è del presbiter Probus, morto nel 368.

### Il recinto di San Vittore
Ignorato dalle fonti classiche e medievali, il Recinto di San Vittore venne scoperto soltanto fra il 1950 e il 1953, nel corso delle indagini condotte dalla Sovrintendenza presso l'ex Monastero degli Olivetani, divenuto nel frattempo Museo della Scienza e della Tecnica. Di forma ottagonale schiacciata, aveva lati compresi fra i 42 e i 44 metri, un asse maggiore che ne misurava 132 e quello minore di 100. Ad ogni suo vertice vi si ergeva una torre dalla pianta semi-circolare. Dal punto di vista funzionale, il recinto è stato generalmente interpretato come una struttura difensiva, posta a protezione del Mausoleo imperiale, all'interno del quale probabilmente erano stati sepolti gli imperatori Graziano e Valentiniano II; secondo altri anche l'imperatore Teodosio.

### La nuova chiesa

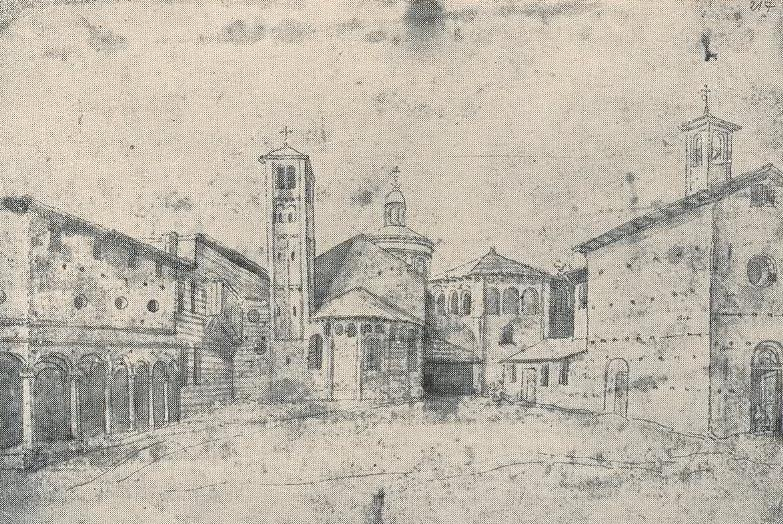
Anonimo olandese del XVI secolo, il vecchio complesso di San Vittore al Corpo, col monastero e la zona absidale della chiesa.

Ridotta a commenda, il complesso passò il 29 agosto 1507 agli Olivetani, che ne intrapresero una trasformazione radicale. Gli unici resti del periodo benedettino sono oggi il lavabo in marmo bianco, risalente al tardo Quattrocento e il Cristo deposto in terracotta, opera del bolognese Vincenzo Onofri, conservato nella cappella di San Gregorio. Al rifacimento del monastero concorsero diverse personalità del tempo, fra cui Vincenzo Seregni (di cui si ricordano inoltre diversi disegni raffiguranti la chiesa nelle sue forme precedenti) e Galeazzo Alessi, entrambi attestati qui nel 1553. I lavori per il rifacimento della chiesa cominciarono il 31 marzo 1560 e rispondevano alla volontà degli Olivetani di avere un piazzale antistante il monastero che fungesse anche da sagrato della chiesa; il progetto della nuova chiesa sarebbe da attribuirsi secondo padre Agostino Delfinone, che nel corso del Seicento riordinò l'archivio del monastero, all'Alessi, secondo Costantino Baroni al Seregni. In realtà è oggi universalmente concordato che il progetto del Seregni non corrisponda a quello realmente portato a termine come definitivo, ad opera invece dell'Alessi, subentrato al primo - che comunque mantenne la supervisione dei lavori - per motivi tuttora sconosciuti. Nei progetti del Seregni vi era infatti il mantenimento delle strutture già esistenti, come la Cappella di San Gregorio, che avrebbe costituito la parte destra del nuovo accesso simmetrico, che avrebbe visto l'erezione di un secondo corpo simmetrico ad affiancarla. Diverso sarebbe stata anche la tribuna, che sarebbe stata impostata su un quadrato con cupola a impianto ottagonale.

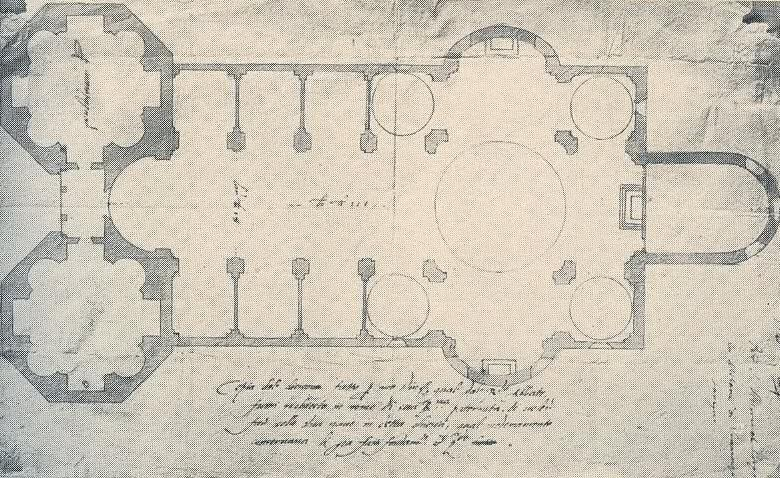
Il progetto irrealizzato dell'Alessi, per la nuova chiesa.

Il nuovo progetto, che venne poi realizzato ad eccezione della facciata rimasta compiuta, comportava la completa eliminazione della Cappella di San Gregorio e il totale stravolgimento degli spazi della precedente basilica. L'intervento suscitò allora diverse critiche; fra queste sono particolarmente note le parole di padre Puccinelli che nel suo Zodiaco della Chiesa Milanese considerava il rifacimento come una «spesa superflua ed enorme, solo fu fatta per levare il titolo di basilica portiana ed introdurre il titolo di abbazia, la cappella maggiore fu levata verso levante per collocarla a ponente; dove già era la porta della chiesa qui è il coro e dove è ora la porta, ivi erano i tumuli dei Santi». I lavori procedettero particolarmente celeri grazie all'ingente disponibilità economica degli Olivetani; a partire dal 1570 è attestata la presenza di Martino Bassi, che curò alcune cappelle laterali e il campanile; successiva invece quella di Tolomeo Rinaldi e Francesco Sitone. I lavori si protrassero fino agli inizi del XVII secolo (l'altare maggiore era comunque già stato consacrato da Carlo Borromeo nel 1576). L'Oratorio di San Martino, distrutto nel corso dei lavori, venne ricostruito nell'angolo settentrionale dell'attuale sagrato, «formato da una sola nave, senza alcun ornamento ragguardevole», secondo il Latuada.
Verso la metà del XVII secolo la chiesa aveva ormai assunto l'aspetto attuale: i secoli successivi non avrebbero infatti apportato modifiche rilevanti, ad eccezione della sostituzione del pulpito e del settecentesco altare maggiore in marmo e bronzo (il secondo), sostituito con uno ad opera di Giovanni Muzio (il terzo).

## Descrizione

### La facciata

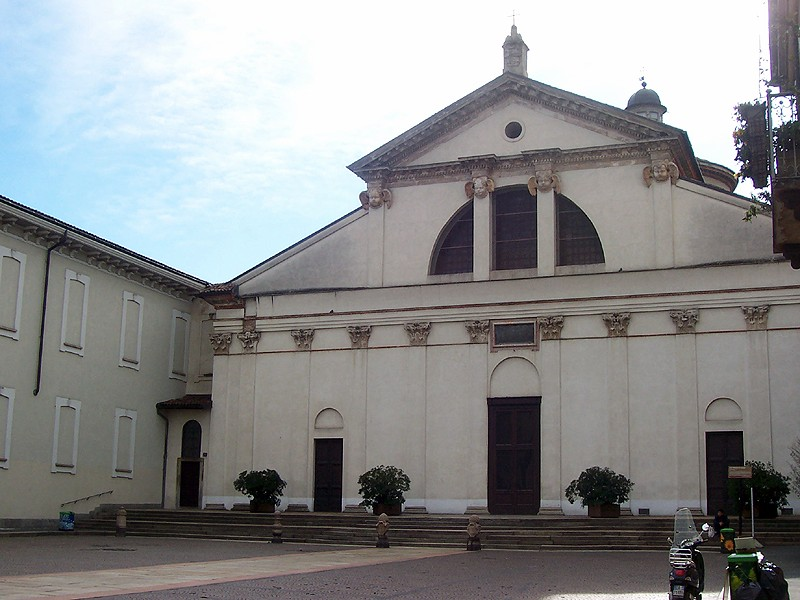
La facciata

Secondo il progetto dell'Alessi la facciata avrebbe dovuto essere preceduta da un pronao corinzio, con volta a botte, tuttavia ci appare oggi incompiuta, con un fronte caratterizzato da due ordini distinti: quello inferiore, scandito da dodici lesene, e quello superiore, caratterizzato da quattro paraste che reggono un frontespizio triangolare. Per quanto si ritenga comunemente che la facciata sia rimasta incompiuta per mancanza di fondi, un'interessante valutazione è stata invece espressa da Pica e Portaluppi nella loro monografia del 1934: «L'altezza del pronao, che l'ordine di lesena addossate alla facciata indica chiaramente, fu determinata dall'altezza dell'ordine interno che si svolge nella navata maggiore; e cioè indipendentemente dall'organismo della fronte; ne nacque che la trabeazione frontale si trovò a tagliar le testate delle due navate laterali in forma di mezzi fastigi triangolari senza la più piccola fascia di riposo fra la trabeazione stessa e il fastigio. [...] Quest'inconveniente gravissimo dovette consigliare ai soprintendenti la sospensione dei lavori del pronao la cui mancanza sarebbe dunque riferibile, secondo noi, ad un pentimento tardo.».

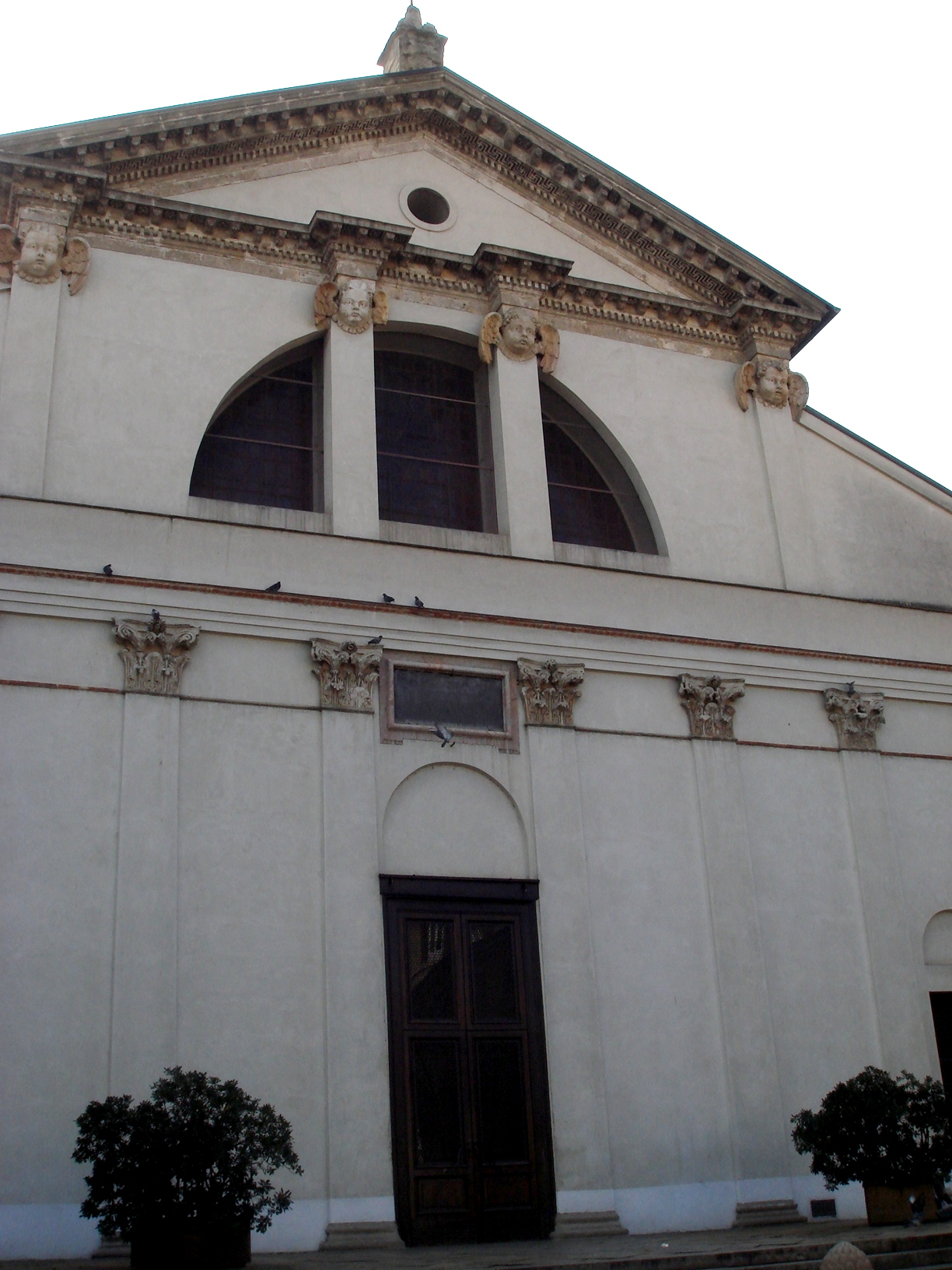
La parte centrale della facciata
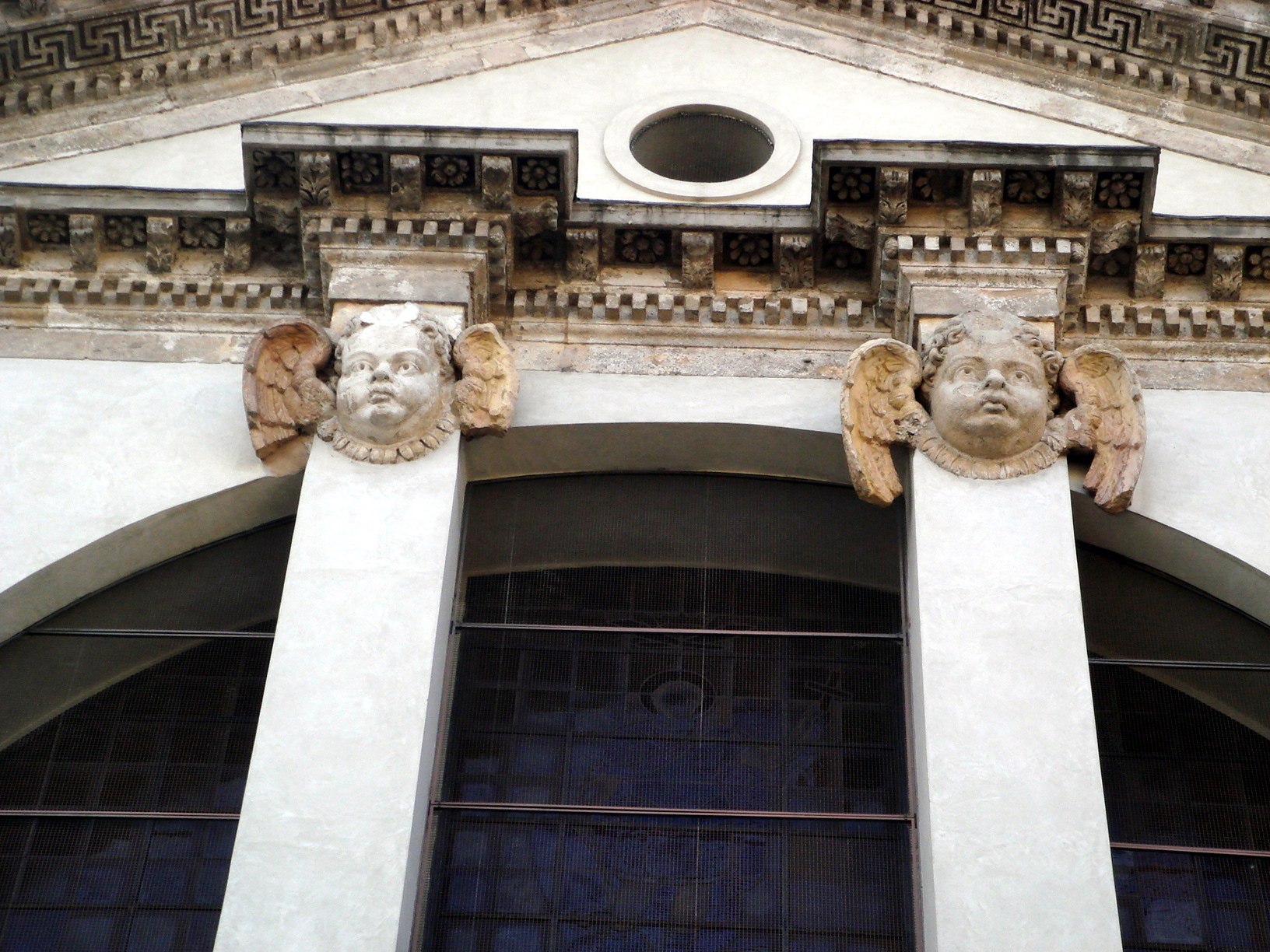
Particolare del finestrone
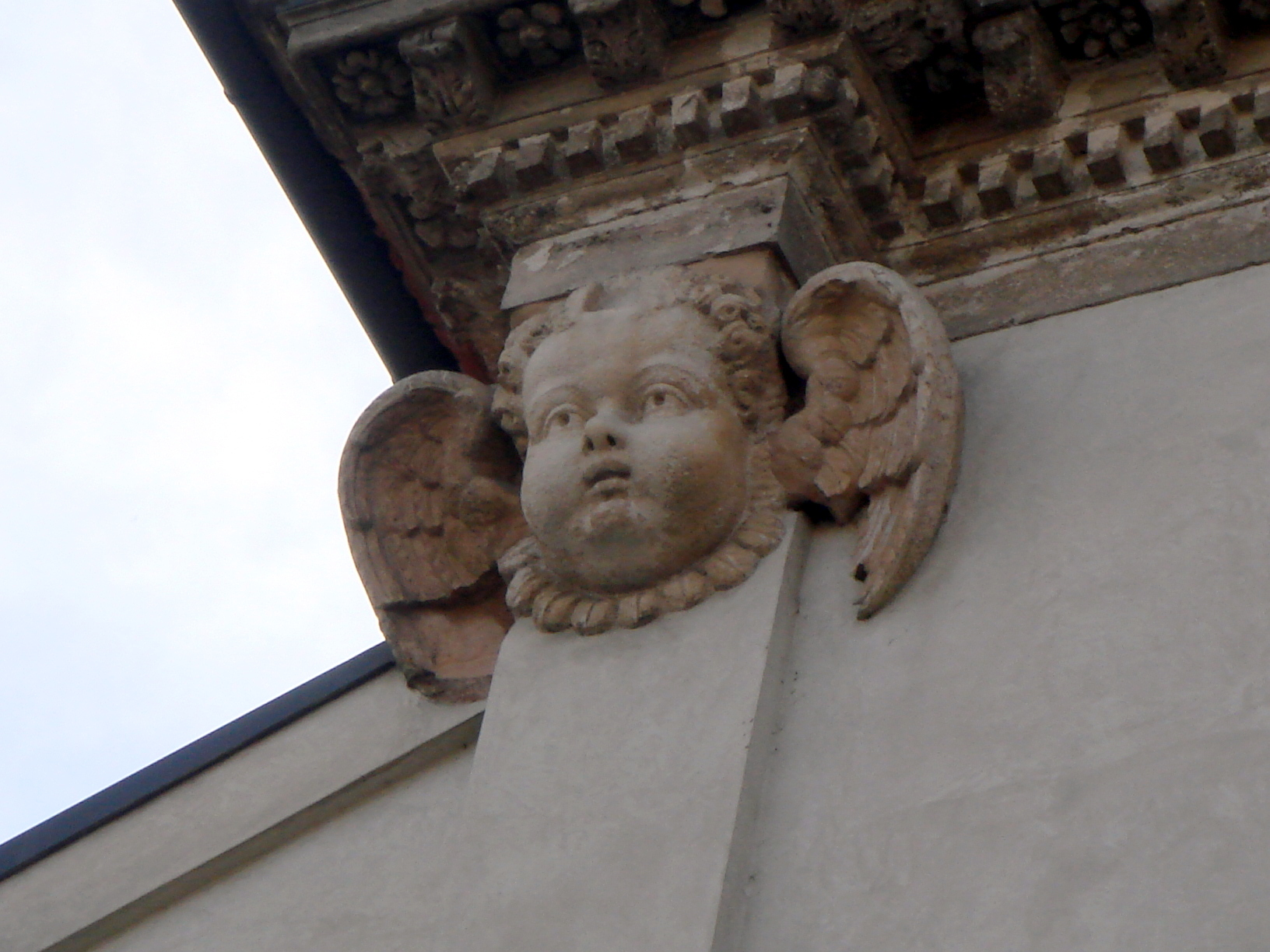
Particolare della decorazione
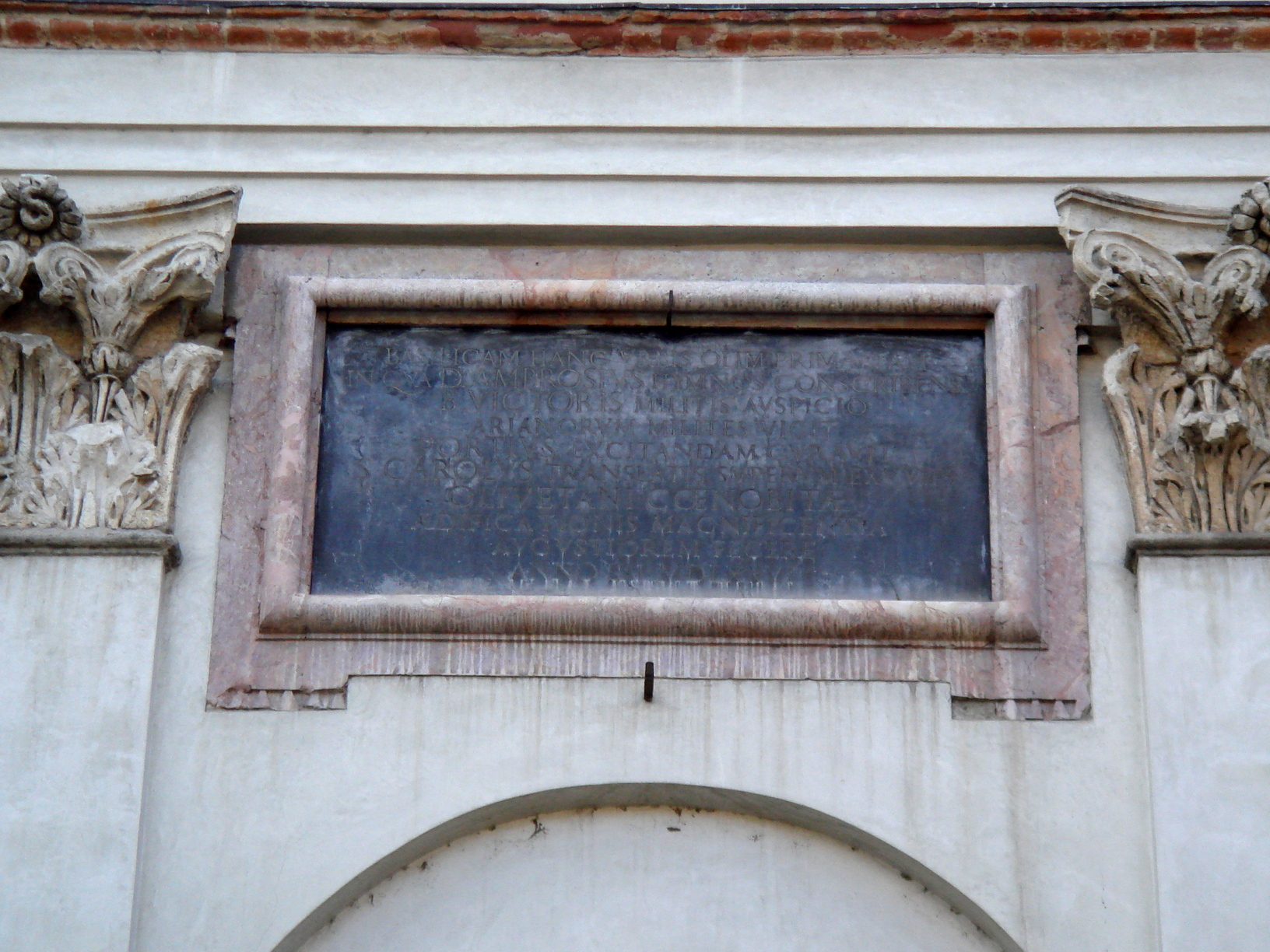
L'iscrizione sopra il portale

### L'interno

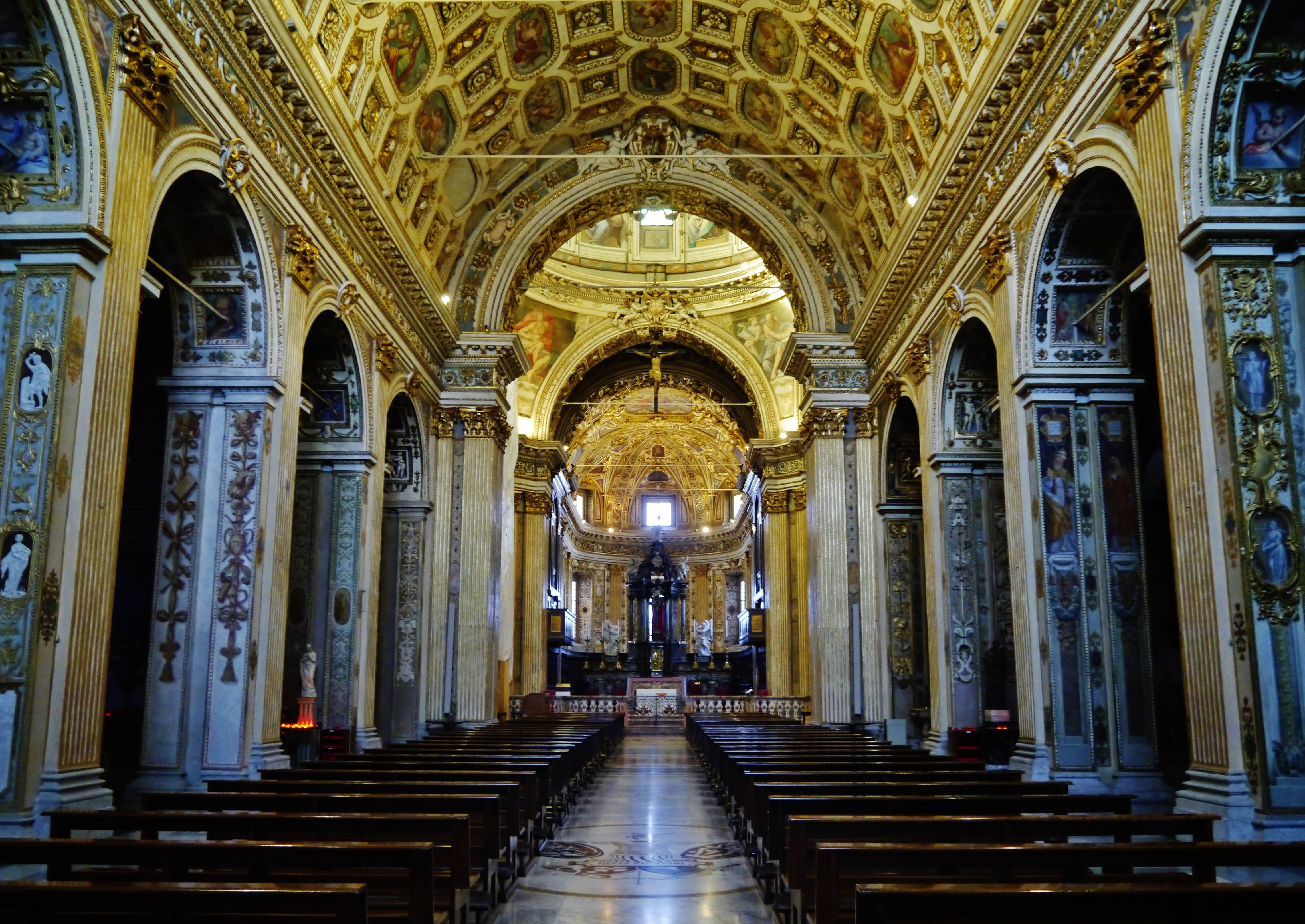
Interno

L'interno della chiesa è a croce latina, a tre navate e sei arcate per lato, separate da pilastri rettangolari con lesene corinzie decorate a vari motivi, con una struttura che richiama in scala minore San Pietro in Vaticano, avendo un asse maggiore della lunghezza di settanta metri. Gli interni si caratterizzano per la separazione strutturale della zona del transetto e dell'abside da quella delle tre navate antistanti per la presenza di una cupola, sorretta da quattro grossi pilastri. Al di sotto del capocroce vi è la cripta, anch'essa a tre navate, con volte a crociera rette da colonne toscane, in granito. La navata centrale della chiesa è coperta da una volta a botte a cassettoni, adornata con raffigurazioni di santi le cui spoglie dovrebbero essere conservate all'interno della chiesa; le due navate laterali, divise da pilastri, presentano volte a cupola suddivise in eleganti riquadri. Disposte lungo le navate laterali si trovano dodici cappelle, sei per parte. Tutti gli interni si caratterizzano per una ricchissima decorazione a stucco, con affreschi risalenti alla fine del Cinquecento e ai primi del Seicento.

#### Le volte
La volta a botte della navata centrale, completata a metà Seicento, è opera del pittore Ercole Procaccini il Giovane, nipote e allievo dei più famosi Giulio Cesare e Camillo, che vi ha raffigurato santi e angeli che si stagliano contro un cielo azzurro solcato da nubi entro cornici ovali. Gli affreschi sono intervallati da rosoni e testine angeliche a stucco, di chiara ispirazione classica. Insieme a san Vittore al centro, sono i santi Satiro e Francesca Romana, i vescovi Mirocle, Protaso e Dazio, i martiri Saturnino, Valeriano, Cecilia, Valentiniano, le vergini Diateria e Daria, il confessore Anatore, l’abate Mauro e il vescovo Fortunato, dei quali sono conservati nella basilica le reliquie.
Alla cupola lavorarono gli artisti barocchi Guglielmo Caccia detto il Moncalvo (Montabone, 1568 – Moncalvo, 1625)  e Daniele Crespi (Busto Arsizio, 1598 – Milano, 1630), ricordata già nel 1619 dal Tarantola come «stuccata e dorata, distinguesi in ottanta quadretti». Il rivestimento interno a lacunari quadrati, di dimensioni decrescenti, contenenti ciascuno un angelo musicante, è concepito per aumentare l'illusione di altezza dell'invaso. Il concerto celeste che ne risulta raffigurato mostra una rassegna degli strumenti musicali in uso nel XVII secolo. Di maggiori dimensioni e di più elevata qualità pittorica sono i Quattro Evangelisti nei pennacchi, e le Sibille che si alternano ai finestroni nel tamburo. Del Crespi sicuramente San Giovanni, San Luca e San Marco; San Matteo è solitamente attribuito al Moncalvo, mentre le Sibille e gli Angeli sono frutto di più mani. Di Daniele Crespi anche la decorazione della Cappella di Sant'Antonio Abate, lungo la navata sinistra.

#### Le cappelle laterali

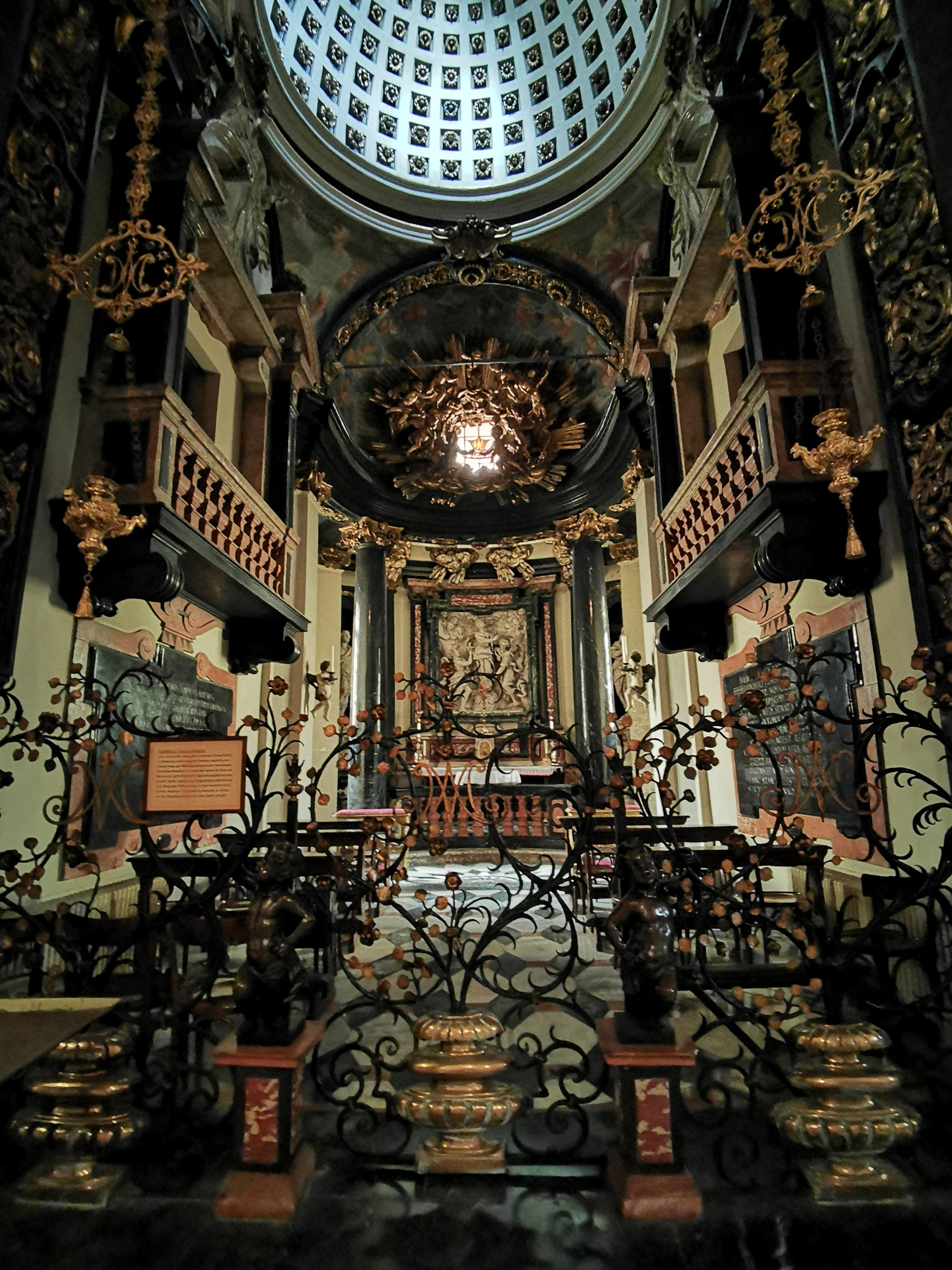
Una cappella laterale

La prima cappella a destra fu dedicata a San Martino dopo la distruzione della parrocchia omonima (1788) e il trasferimento in basilica della pala ivi contenuta, opera del pittore alessandrino Giuseppe Vermiglio, San Martino riceve il mantello da Cristo in gloria.
Nella terza cappella di destra, dedicata a Santa Francesca Romana, lavorò Enea Salmeggia: del dipinto con la santa firmato a datato 1610 si conoscono un disegno preparatorio, conservato alla Pinacoteca Ambrosiana e una riproduzione secentesca, conservata nell'oratorio della chiesa di Sant'Antonio.
La successiva cappella, di San Cristoforo, fu voluta dall’ex governatore di Modica in Sicilia, il nobile Cristoforo Riva, e affidata al pittore tardo manierista Gerolamo Ciocca.
La cappella più notevole della basilica è la sesta della navata destra, commissionata dal conte Bartolomeo Arese, presidente del Senato di Milano, che vi fu sepolto all'interno. L'elaborata cancellata in ferro battuto che la racchiude prepara il visitatore alla vista del sontuoso interno. La fastosa decorazione fu realizzata con la collaborazione di importanti artisti del secondo seicento milanese: l’architetto Gerolamo Quadrio, il pittore Antonio Busca e lo scultore Giuseppe Vismara. L'elaborato apparato decorativo è una creazione di chiara ispirazione berniniana, che mira a sconcertare lo spettatore con il contrasto dei marmi pregiati, degli stucchi dorati e delle candide sculture. Al centro è l'Assunta del Vismara affiancata da due profeti, che si stagliano fra le colonne in marmo nero. Fanno da sfondo agli stucchi dorati con il tripudio di angeli gli affreschi del Brusca, che dipinge nei pennacchi della cupola i quattro profeti: Zaccaria, Daniele, Geremia e Isaia.
La terza cappella a sinistra, dedicata al beato Bernardo Tolomei, fu decorata nel Settecento con episodi della vita del fondatore dell’ordine olivetano. Vi si ammirano la pala del pittore lucchese Pompeo Batoni,  Il Beato Tolomei assiste le vittime della peste del 1745, e l’ovale di sinistra del lombardo Mattia Bortoloni.
La quarta cappella contiene un precoce capolavoro di Daniele Crespi, Sant’Antonio assiste alla glorificazione dell’anima di San Paolo eremita, del 1619.
La quinta cappella, dedicata a S. Francesco, fu decorata nel Seicento su commissione del Marchese Girolamo Rho, con tre tele dello Zoppo di Lugano, la Madonna e S. Francesco, di derivazione vandyckiana, il Concerto mistico a S. Francesco, ispirato all'omonimo dipinto del Fiasella in Nostra Signora del Monte a Genova, e le Stigmate di S. Francesco.
Nella realizzazione di San Vittore furono impegnati anche i Procaccini: Ercole lavorò infatti alla Cappella di San Giuseppe, mentre suo figlio Camillo dipinse le tre tele con Storie di San Gregorio, conservate nell'abside destra del transetto (sistemata nel corso del 1602 da padre Michele Miserone, abate di San Vittore), e nel 1616 le ante dell'organo raffiguranti l'Affogamento del Faraone nel Mar Rosso (chiuse) e l'Annunciazione e la Visitazione (aperte).

#### La sagrestia
Dopo lo smontaggio dell'organo, avvenuto verso la metà del Settecento, le imposte vennero collocate nella sagrestia, al di sopra degli armadi. Fra le altre realizzazioni di Camillo Procaccini vi sono le decorazioni della Cappella di San Vittore, nella sagrestia, parzialmente già realizzata nel 1601, come attesta una ricevuta di pagamento per il Martirio di San Vittore, posto sopra l'altare. Successivi a questo furono i quadri laterali raffiguranti la Disputa del Santo con il tiranno e la Tortura del piombo fuso versatogli in bocca, oltre ai tre medaglioni affrescati sulla volta, raffiguranti San Vittore decapitato, la Sepoltura e Il santo accede al Cielo. La ricca decorazione di stucchi è probabilmente riconducibile a Giovanni Battista Lazana e a Francesco Sala. Risalgono a un periodo compreso fra il 1610 e il 1628 i preziosi armadi, intagliati dal frate olivetano Giuseppe, che rivestono le pareti della sagrestia, un'ampia stanza rettangolare, con volta a botte fondata su paraste ioniche.

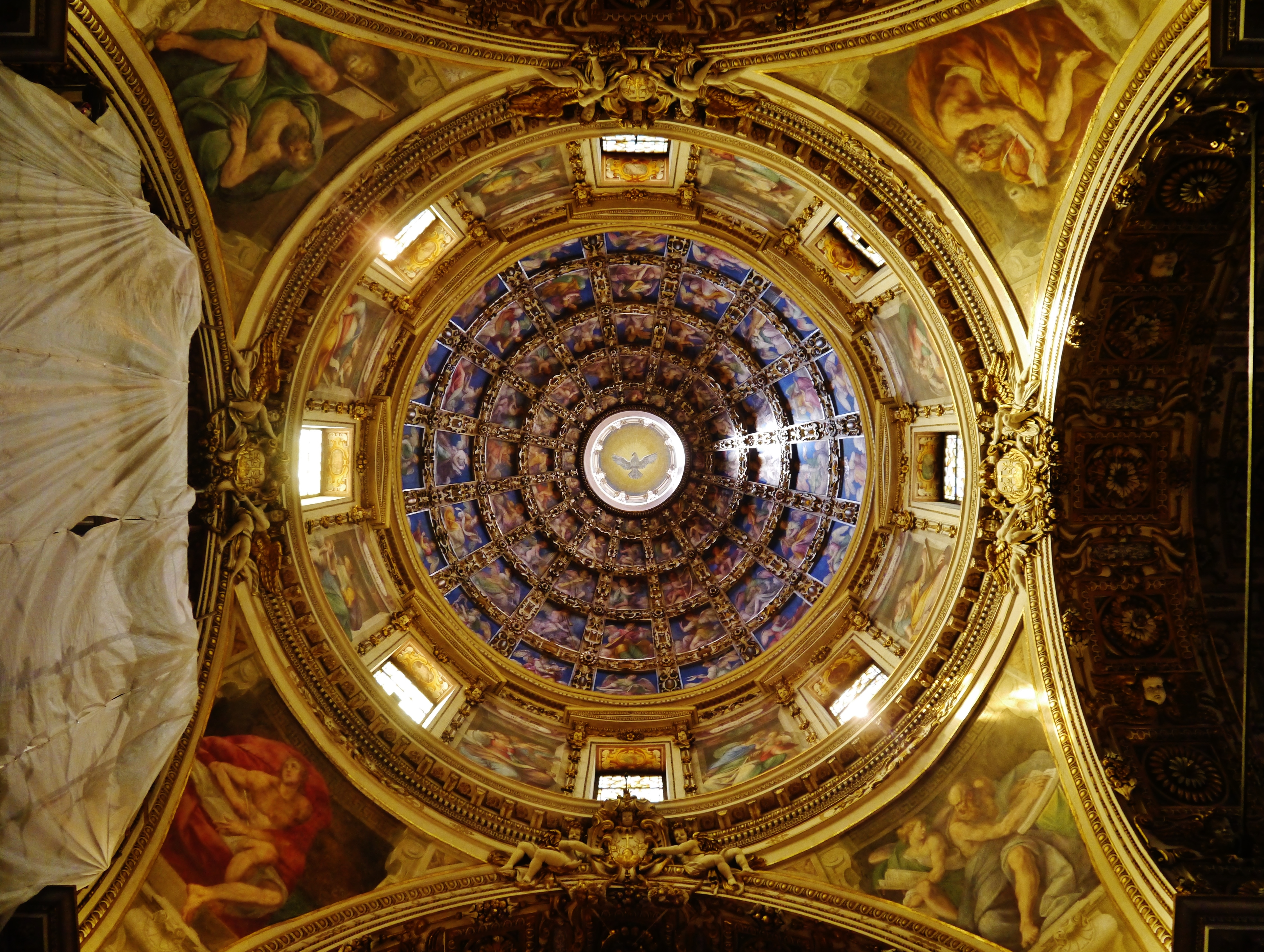
Interno della cupola

#### Il presbiterio e il coro
Ambrogio Figino dipinse intorno al 1605 le Storie di San Benedetto nell'abside del transetto sinistro: del San Benedetto accoglie Mauro e Placido e del San Benedetto scopre il finto Totila sono conservati all'Accademia a Venezia i disegni preparatori, più vivaci se confrontati alla resa pittorica dei dipinti. Opera sempre di Ambrogio Figino anche il coro, dove affrescò al centro della volta con alcuni anonimi collaboratori l'Incoronazione di Maria; a questo vanno poi aggiunti ai lati quattro tele con Angeli musicanti e sulla parete di fondo tre tondi su tela con Putti in preghiera. Di Enea Salmeggia, sempre nel coro, è San Vittore a cavallo, il cui disegno preparatorio è conservato alla Pinacoteca Ambrosiana.
Di particolare rilievo il coro ligneo, realizzato ad opera di Ambrogio Santagostino in noce verso la fine del Cinquecento ed ornato con la Storia di San Benedetto, santo a cui si rifacevano gli Olivetani nel proprio ordinamento.  Nei trentasette pannelli istoriati sono narrati alcuni degli episodi più noti della vita di San Benedetto, ideati sulla falsariga della biografia scritta da Gregorio Magno nel II libro dei Dialoghi. Di più mani invece sarebbero con buona probabilità gli stalli, scolpiti a partire da disegni anch'essi di diversi artisti. L'Agostinelli Scipioni afferma inoltre che il «magnifico coro di San Vittore al Corpo deriva da bellissime incisioni di Aliprando Capriolo, su disegni dell'eccellente Bernardino Passeri», in riferimento ai trentasette pannelli di San Vittore, scelti fra i cinquanta che il Capriolo aveva inciso nel 1579 su disegno del Passeri per la biografia del santo.

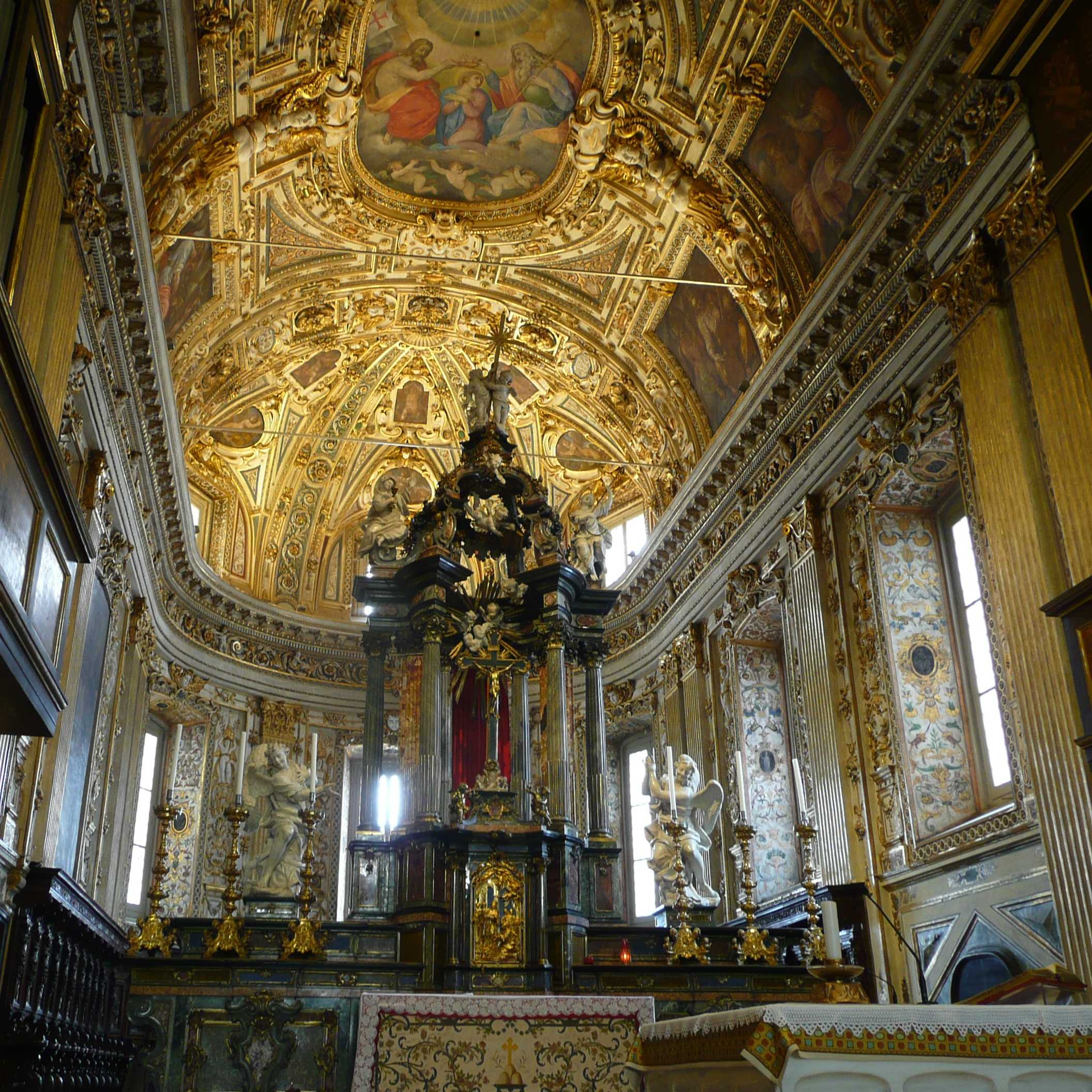
L'altare maggiore e la volta dell'abside
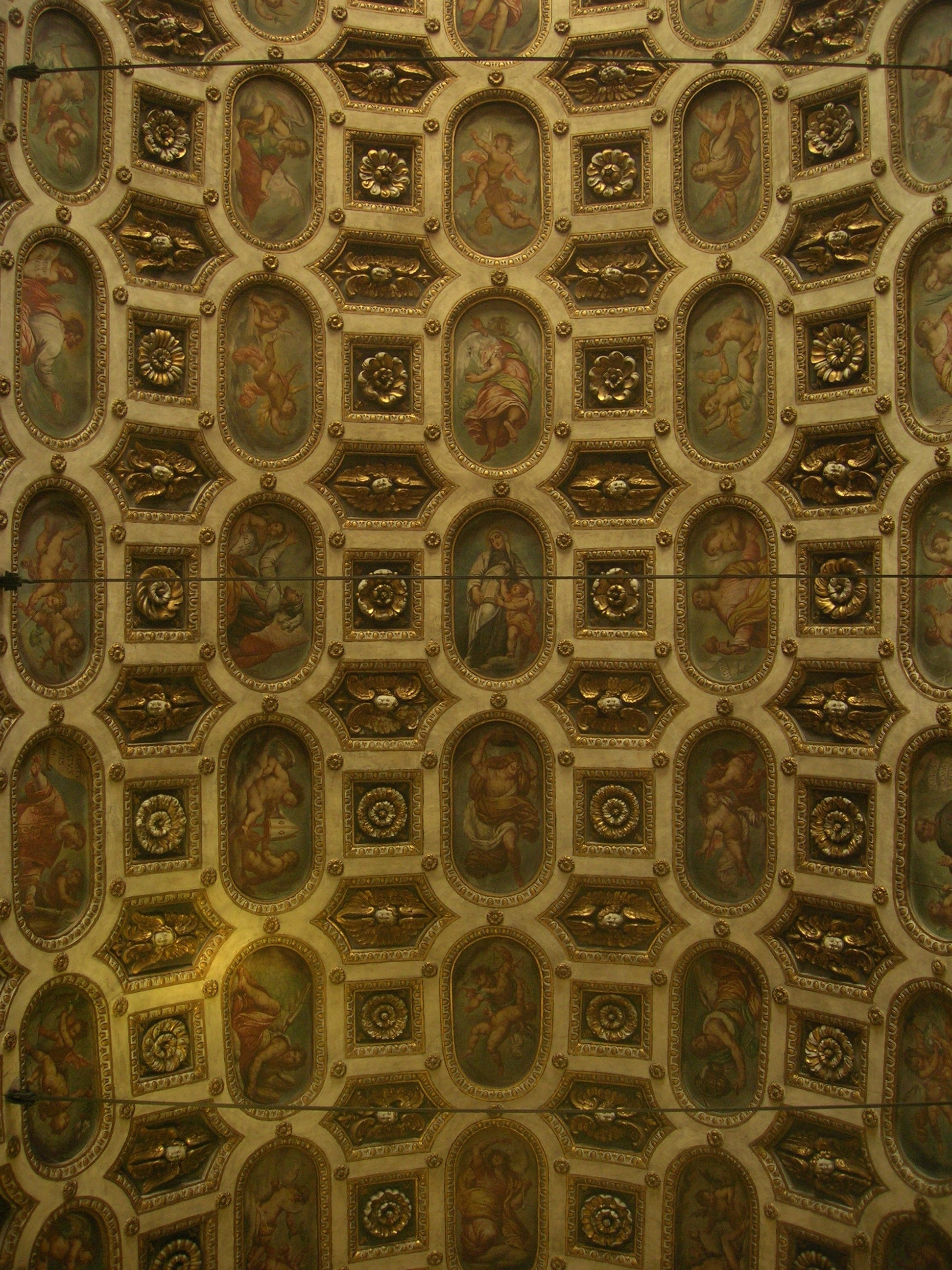
Particolare della volta della navata
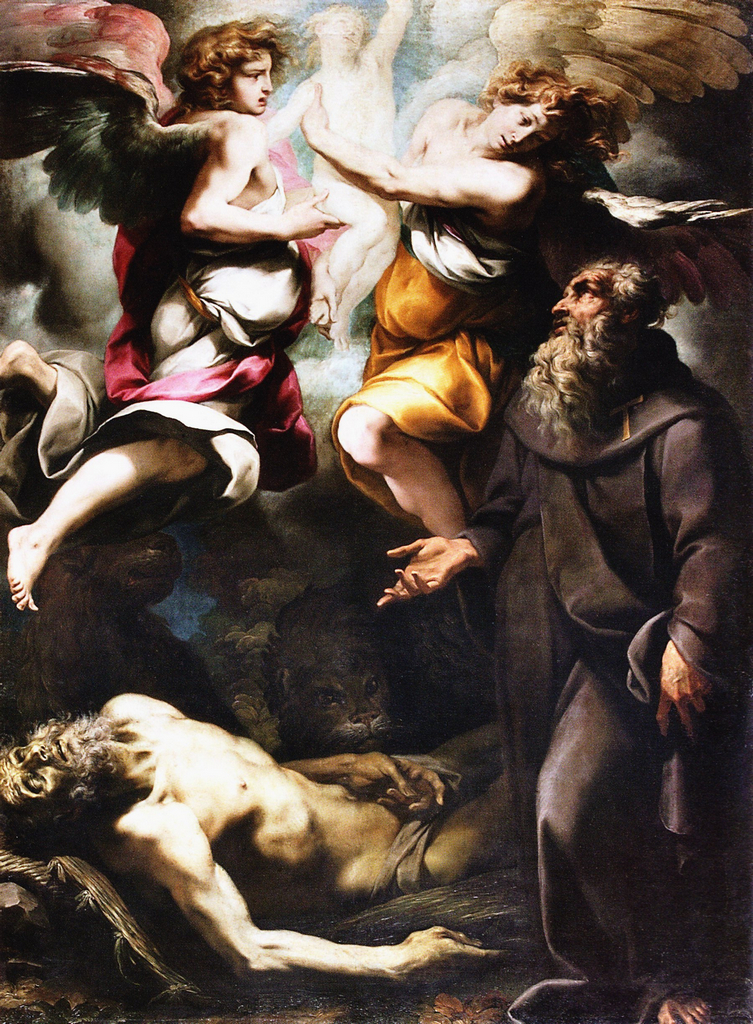
Morte di san Paolo eremita, Daniele Crespi, 1619
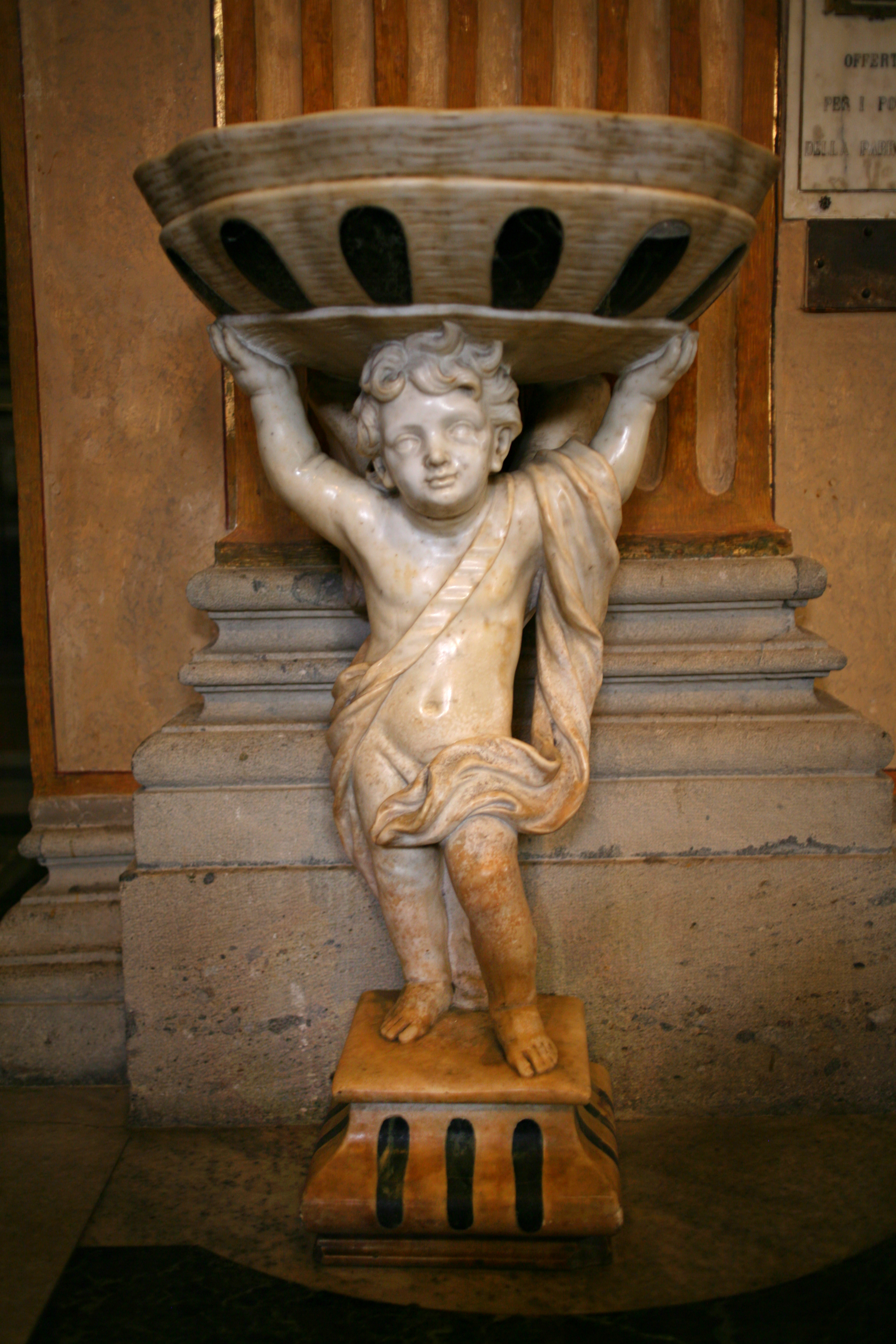
Acquasantiera

### L'organo a canne
L'organo a canne della basilica è stato costruito dalla ditta organaria milanese Costamagna nel 1950 in occasione dell'Anno Mariano riutilizzando anche il canneggio dei due precedenti organi Tamburini del 1905.
Lo strumento è a trasmissione elettrica ed è collocato sulle due cantorie contrapposte situate sulle pareti laterali del presbiterio, con casse gemelle caratterizzate dalla mostra, di canne di principale, inquadrata in ognuna da una serliana. La consolle, mobile indipendente, è situata nel braccio sinistro del transetto ed ha due tastiere di 58 note ciascuna e pedaliera concavo-radiale di 30 note.

### Le campane
Il campanile della Basilica, che accoglie cinque campane fuse dalla fonderia Luigi e Giorgio Ottolina di Seregno nel 1949, è stato oggetto di recenti restauri nei quali, oltre alle cinque corde per il suono manuale, è stata ripristinata anche l'antica tastiera per il suono a festa.
Le cinque campane, fuse inizialmente nel 1905 dalla Fonderia Barigozzi di Milano in tonalità Reb3, furono oggetto della requisizione bellica con la quale i due bronzi più grandi vennero sequestrati e restituiti alla Comunità di San Vittore nel 1949 dopo la fine del secondo conflitto mondiale quando l'intero concerto venne completamente rifuso in tonalità DO3, un semitono più basso rispetto al precedente.
La campana maggiore del concerto ha un diametro alla bocca di mm 1.426 e un peso di circa kg 1.700.

### Il Monastero degli Olivetani
Come la chiesa, così anche il monastero - i cui lavori erano cominciati già nel 1508 - risultava compiuto nel corso del XVII secolo. Il complesso monastico si sviluppava intorno ai tre chiostri, il primo dei quali - di origine benedettina, e solo rimaneggiato nel corso del Settecento - venne sacrificato con l'apertura della via San Vittore, trovandosi proprio lungo il suo sedime. Gli altri due chiostri invece, divisi da un corpo di fabbrica centrale, risultano identici, con un loggiato inferiore destinato a magazzino (ora chiuso) e uno superiore, lungo il quale si aprivano «le stanze de' Monaci, come pure signorili appartamenti, atti per l'albergo di qualificati Personaggi».
Risultano invece discorsi le opinioni sulla paternità del monastero: la tesi del Bernareggi che lo attribuisce ad Alessio Tramello, già autore del Monastero di San Sepolcro e di quello di Villanova presso Lodi viene fortemente osteggiata da Pica e Portaluppi, che ritengono il monastero opera del Seregni, escludendo ogni partecipazione consistente da parte dell'Alessi, al quale viene comunque attribuito il finestrone che si affaccia verso l'orto.
L'edificio conobbe un periodo di decadenza, cominciato nel 1805, durante l'occupazione napoleonica, quando divenne un ospedale militare e subì fino al 1808 lavori di adattamento conclusi. Passò quindi in possesso dell'esercito austriaco e poi dell'esercito italiano, con la denominazione di caserma delle Voloire o caserma Villata. Subì inoltre gravi danni per i bombardamenti dell'agosto del 1943. Fra il 1947 e il 1953 intervenne Piero Portaluppi, trasformando l'edificio nell'attuale Museo nazionale della Scienza e della Tecnica "Leonardo da Vinci", che lì si insediò.

## Parroci
- don Giuseppe Lattanzio (... - 1983)
- don Carlo Calcaterra (1983 - 2001)
- don Giambattista Milani (2001 - 2015)
- don Gabriele Ferrari (2015 - 2020), anche parroco di San Vincenzo in Prato
- don Vittorio de Paoli (2020 - presente), anche parroco di San Vincenzo in Prato

## Vicari parrocchiali
- don Enzo Barbante (1989 - 1992)
- don Paolo Ferrario (1992 - 1998)
- don Guido Nava (1998 - 2001)
- don Andrea Bellani (2001 - 2006)
- don Andrea Ciucci (2006 - 2010), poi segretario della Pontificia accademia per la vita
- don Marco Gianola (2010 - 2015)
- don Marco Recalcati (2015 - presente), anche cappellano del carcere di San Vittore

## Presenze
- Gruppo Scout Agesci Milano 34[22] (dal 1969)
- Associazione Il girasole[23] (dal 2006)
- Associazione Voci e Suoni agli Olivetani[24] (dal 2011)
- Casa di Tabità[25]
- Comunità di Sant'Egidio[26]
- Scarp de' tenis[27]